# Догадаево
Догадаево — посёлок в Нижнеингашском районе Красноярского края. Входит в состав Тинского сельсовета.

## География
Посёлок находится в восточной части края, в пределах таёжной лесорастительной зоны, при автодороге Р255 и железнодорожной линии Красноярск — Тайшет, на расстоянии приблизительно 30 километров (по прямой) к юго-востоку от Нижнего Ингаша, административного центра района. Абсолютная высота — 319 метров над уровнем моря.
Климат
Климат характеризуется как резко континентальный, с продолжительной морозной малоснежной зимой и коротким жарким летом. Зима продолжается в течение 6-7 месяцев. Абсолютный минимум температуры воздуха составляет −51 °C (по данным метеостанции г. Канска). Продолжительность периода с температурой более 10˚С составляет 100—110 дней. Среднегодовое количество атмосферных осадков составляет 484 мм.

## Население
| 2010 |
| ---- |
| 12   |

Половой состав
По данным Всероссийской переписи населения 2010 года в гендерной структуре населения мужчины составляли 58,3 %, женщины — соответственно 41,7 %.
Национальный состав
Согласно результатам переписи 2002 года, в национальной структуре населения русские составляли 100 % из 35 чел.